# Mondo TV
Mondo TV — итальянская компания, занимающаяся производством и выпуском мультипликационных фильмов и сериалов. Продукция компании рассчитана на очень молодую аудиторию, Mondo TV была основана в 1985 году, Штаб-квартира — в Риме, Италия.

## История
Компания начинает свою историю с 1964 года, когда два предпринимателя, итальянский Орландо Корради и японский Кэнъити Томинага, основали компанию DEA Snc с целью показа японской анимации в странах Западной Европы. В период с конца 1970-х до начала 1980-х годов наблюдался рост спроса на японские мультфильмы для показа по итальянскому телевидению.
В 1985 году была основана компания Mondo TV. Первое время компания продолжала проводимую DEA Snc политику дистрибуции аниме на западном рынке, в частности, мультсериалов Книга Джунглей и Робин Гуд. Однако в 1990-х годах начала заниматься производством и своей продукции. Для этого она связалась с северокорейской анимационной студией SEK Productions, с которой она сотрудничает и по сей день. Результатом совместной работы стал мультсериал «Симба — король лев» (мультсериал является калькой с популярного на тот момент диснеевского анимационного фильма), а также фильмы Легенда Титаник и сиквел «В поисках Титаника».
Щенок «Toy» из мультсериала «Симба — король лев» стал эмблемой Mondo TV.

## Фильмография
Mondo TV обладает одной из крупнейших анимационных библиотек в Европе с более чем 1600 сериями телесериалов,  более чем 75 полнометражными анимационными фильмами для кинотеатров и домашнего видео, которыми она владеет напрямую и более чем 5500 эпизодов известных японских мультфильмов.